# Зиманов, Салык Зиманович
Салык Зиманович Зиманов (19.2.1921, Атырау — 04.11.2011) — казахский и советский ученый, государственный деятель, доктор юридических наук (1961), профессор (1963), академик НАН Казахстана (1967), заслуженный деятель науки Казахстана (1971). Почётный гражданин Алматы (2011).
Происходит из рода Шеркеш племени Байулы Младшего жуза. Его отец Зигали Жарылгасинов (Зиман — прозвище, данное сослуживцами) был председателем волостного комитета.
Участник Великой Отечественной войны. В 1944—1945 годах командир артиллерии полка, заместитель командира дивизии по строевой части, командир минометного полка; вышел в резерв в чине полковника. Окончил Всесоюзный юридический институт (1948).

## Биография
- В 1948—1952 годы аспирант, научный сотрудник, заведующий Сектором права АН Казахстана;
- 1952—1957 годы директор Алматинского юридического института, декан юридического факультета КазГУ (ныне КазНУ им. аль-Фараби);
- 1958—1969 годы директор, с 1969 года заведующий отделом Института философии и права АН Казахстана.
- В 1976—1977 годы главный ученый секретарь Президиума АН Казахстана. С 1995 ректор Казахского академического университета.
- В 1990—1995 годы народный депутат Верховного Совета Республики Казахстан. Член Комитета по внешним отношениям и межпарламентским связям, член Президиума Верховного Совета Республики Казахстан.
- С 1992 года председатель Комитета по делам ветеранов и инвалидов.
- В 1992—1993 годы член Консультативного совета при Президенте Республики Казахстан.
- С июня 1993 года член Национального совета по Государственной политике Республики Казахстан.

Скончался 4 ноября 2011 года, похоронен на Кенсайском кладбище Алматы.

## Наука
Основные направления научной деятельности: проблемы общей теории права; история становления и развития системы государственности и обществ, мысли Казахстана и др. государств Центральной Азии. Главный редактор 3-томной «Истории государства и права Советского Казахстана» (1959—1964). Руководитель 10-томной энциклопедии «Древний мир права казахов», 3 тома которой изданы в 2001—2005. Лауреат Президентской премии мира и духовного согласия (1993), Государственной премии Казахстана (2002). Награждён 2-мя орденами Отечественной войны 1-й степени, орденом Красной Звезды, «Парасат» (2002).

## Сочинения
- Общественный строй казахов первой половины XIX в., А., 1958;
- Политический строй Казахстана конца XVIII и первой половины XIX веков, А., 1960;
- Политические взгляды Чокана Валиханова, А, 1965;
- Ленин и национальная государственность в Казахстане, А.т 1976;
- От освободительных идей к советской государственности в Бухаре и Хиве, А., 1976;
- Казахский отдел Народного Комиссариата по делам национальностей РСФСР, А., 1975;
- Казахский революционный комитет, А., 1981;
- Национальная государственность и сближение наций, А., 1983;
- Теоретические вопросы советского национально-государственного строительства, А., 1987;
- Конституция и Парламент Республики Казахстан, А1996; Теория и практика автономизации и СССР, А., 1998.

## Семья
- Жена — Батталова, Шарбан Батталовна.
- Дети: дочери — Гульжамал (1950 г.р.), Меруерт (1953 г.р.); сын — Мухтар (1951 г.р.)

## Суд
Сын Мухтар Зиманов был осужден на 13 лет по обвинению в мошенничестве и в попытке дачи взятки совокупно в особо крупном размере в 2013 году по делу, связанному косвенно с Хоргосским делом. В его обвинительном приговоре не указаны сумма нанесенного ущерба и потерпевшая сторона, ровно как и не установлены место, дата и субъекты вменяемых преступлений.